# Straduna
Straduna (polnisch Stradunia) ist ein Ort in der Landgemeinde Walzen (Walce ) im Powiat Krapkowicki der Woiwodschaft Opole (Oppeln) in Polen.

## Geographie
Das Angerdorf Straduna liegt sechs Kilometer nordöstlich von Walzen, neun Kilometer südöstlich von Krapkowice (Krappitz) und 30 Kilometer südlich von Opole (Oppeln) in der Schlesischen Tiefebene an der Stradunia.
Ortsteile von Straduna sind die Weiler Przerwa (Dammbruch) und Rybarze (Straduner Fischerei).
Nachbarorte von Straduna sind im Nordwesten Żużela (Zuzella), im Südosten Mechnitz (Mechnica) und im Südwesten Grocholub (Grocholub).

## Geschichte

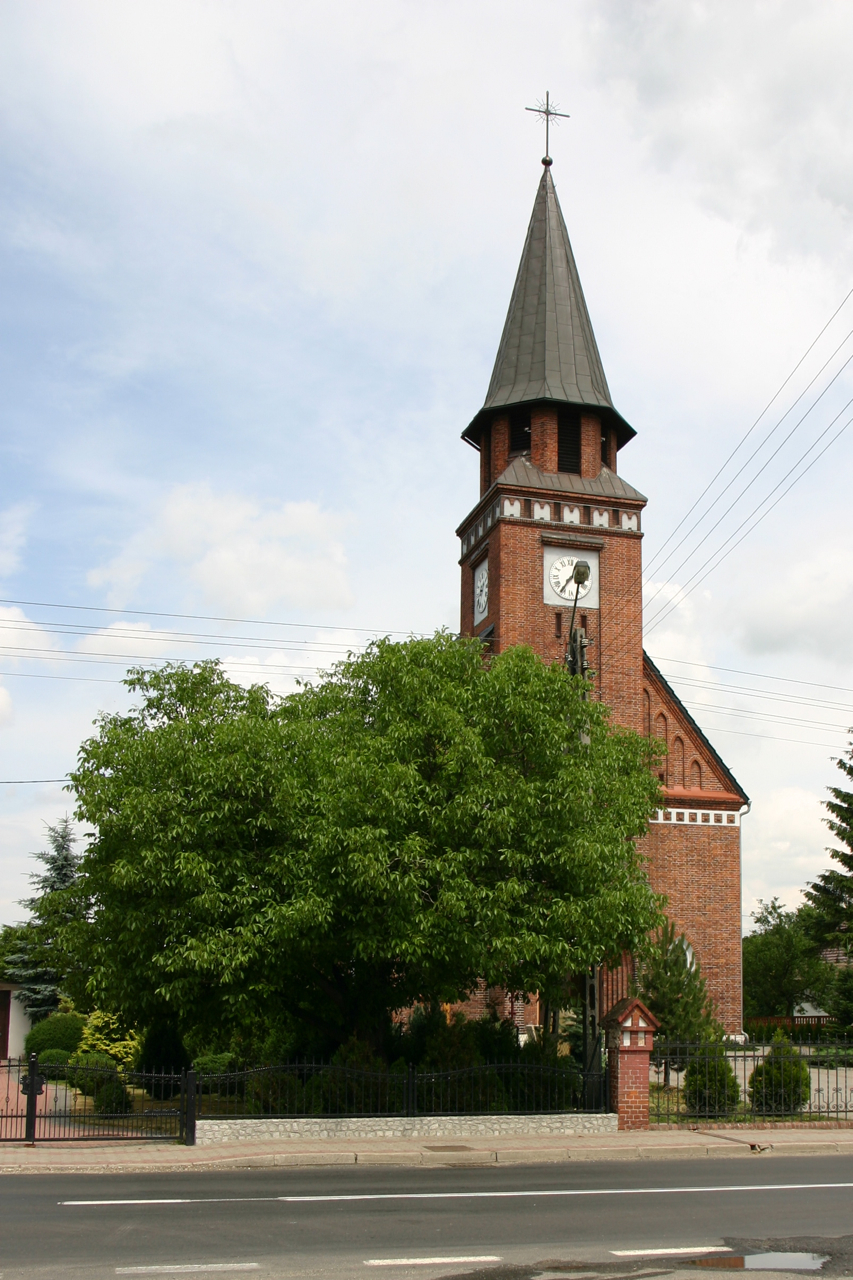
Herz-Jesu-Kirche

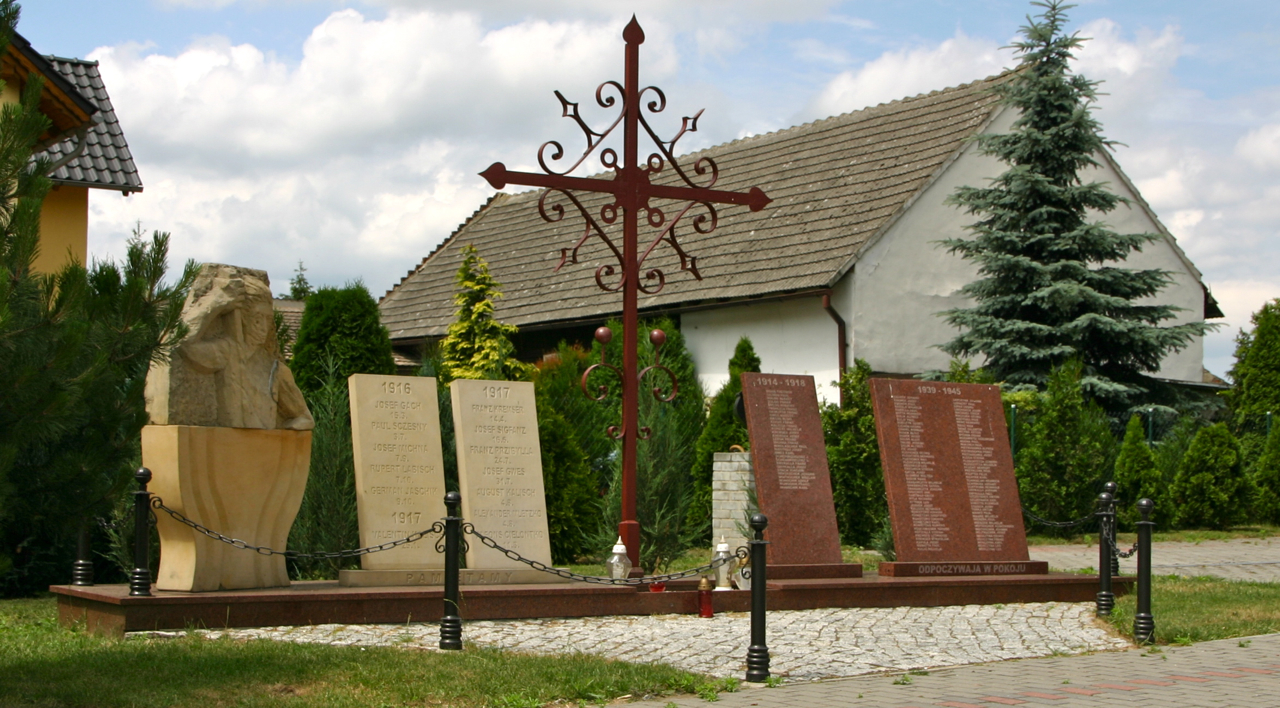
Gefallenendenkmal

Erstmals urkundlich erwähnt wurde Straduna, das zum Herzogtum Oppeln gehörte, im Jahre 1228. Für das Jahr 1532 ist es in der Schreibweise Stradin belegt.
Nach der Neugliederung der Provinz Schlesien gehörte die Landgemeinde Straduna ab 1816 zum Landkreis Oppeln, mit dem sie bis 1945 verbunden blieb. 1845 bestanden im Ort eine katholische Schule, zwei Wassermühlen und 78 Häuser, in den 616 Einwohner lebten, davon zwei evangelisch. 1861 zählte Straduna 21 Bauern, 13 Gärtner, 15 Ackerhäusler, 26 Angerhäusler, 34 Auszügler und 40 Einlieger. Die katholische Schule besuchten damals 118 Schüler. 1874 wurde der Amtsbezirk Schloß Krappitz gebildet, dem die Landgemeinden Straduna, Zuzella und Zywodczütz sowie die Gutsbezirke Straduna, Zuzella und Zywodczütz eingegliedert wurden.
Bei der Volksabstimmung in Oberschlesien am 20. März 1921 stimmten 367 Wahlberechtigte für einen Verbleib bei Deutschland und 243 für Polen. Straduna verblieb beim Deutschen Reich. 1922 wurde die katholische Herz-Jesu-Kirche erbaut. 1933 lebten im Ort 1033 Einwohner. Am 10. August 1936 wurde Straduna in Tiefenburg umbenannt. 1939 lebten 1074 Einwohner in Tiefenburg.
Als Folge des Zweiten Weltkrieges fiel Tiefenburg mit dem größten Teil Schlesiens 1945 unter polnische Verwaltung. Nachfolgend wurde es in Stradunia umbenannt und der Woiwodschaft Schlesien angeschlossen. 1950 wurde es in die Woiwodschaft Opole umgegliedert. Seit 1999 gehört es zum Powiat Krapkowicki. Am 4. April 2006 wurde in der Gemeinde Walzen, der Straduna angehört, Deutsch als zweite Amtssprache eingeführt. Am 3. Juni 2009 erhielt Stradunia zusätzlich den amtlichen deutschen Ortsnamen Straduna.

## Sehenswürdigkeiten
- Die römisch-katholische Herz-Jesu-Kirche (Kościół Najświętszego Serca Pana Jezusa) wurde 1921–1922 an der Stelle eines Vorgängerbaus errichtet, der 1802 durch ein Feuer zerstört worden war. Die Weihe des Kirche erfolgte am 13. August 1922.[7]
- Figur des hl. Florian beim Feuerwehrhaus
- Denkmal für die Kriegsgefallenen des Ersten und Zweiten Weltkrieges
- Mehrere Wegekapellen und Bildstöcke
- Am Friedhof befand sich ein Bildstock aus dem 19. Jahrhundert, das über einem Massengrab mit gefallenen Soldaten der Bayerischen Armee und der Französischen Armee errichtet wurde, die 1807 bei der Belagerung von Cocel fielen oder an Krankheiten verstarben.[8]

## Wappen

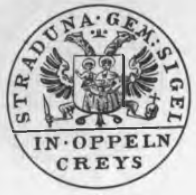
Historisches Siegel der Gemeinde

Vormalige Siegel und Stempel des Ortes zeigen den Habsburgischen Doppeladler mit einem Herzschild. Das Herzschild zeigt Maria mit dem Jesuskind. Der Doppeladler weist darauf hin, dass das Wappen vor dem Ersten Schlesischer Krieg entstanden sein wird.

## Vereine
- Sportverein LZS Stradunia
- Freiwillige Feuerwehr OPS Stradunia
- Deutscher Freundschaftskreis